# Zeitungsstempel

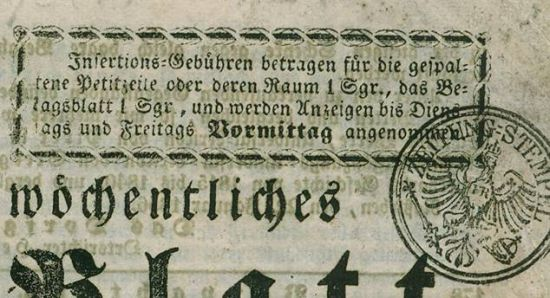
Zeitungsstempel vom Ouerfurther Kreisblatt, Ausgabe vom 26. Januar 1856

Der Zeitungsstempel war eine Aufstempelung auf periodisch erscheinenden Zeitungen und Zeitschriften, welche im späten 17. bis zum Ende des 19. Jahrhunderts in Europa verwendet wurde (z. B. England ab 1711, Österreich ab 1789 und ab 1822 in Deutschland).
Der Zeitungsstempel sollte anzeigen, dass für das betreffende Zeitungsexemplar eine Zeitungssteuer entrichtet wurde. Die Zeitungssteuer diente u. a. dazu, Zeitungen mit politischem Inhalt über den Preis der breiten Masse als Informationsmedium vorzuenthalten. Hauptzweck war es jedoch mit dieser Steuer die staatlichen Einnahmen zu steigern (wie auch der Kalenderstempel). Als Inseratenstempel diente der Zeitungsstempel als eine Zusatzsteuer zur Gewerbesteuer.

## Weitergehende Literatur
- Georg Elkan: Die preußische Zeitungssteuer. Ein Beitrag zur Geschichte der Pressepolitik unter Benutzung von Akten Bismarcks und der preußischen Ministerien. Fischer, Jena 1922 (72 S., Eine Abhandlungen aus dem Seminar für Zeitungskunde und Zeitungspraxis in Berlin).